# Jeremias Samuel Hillesum
Jeremias Samuel Hillesum (Amsterdam, 5 september 1820 - Meppel, 7 mei 1888) was een Nederlands rabbijn en opperrabbijn van de synagogale ressorts Drenthe en Groningen. Tevens nam hij voor korte of langere termijn het opperrabbijnschap waar in Gelderland, Overijssel en Friesland.

## Biografie
Jeremias Samuel Hillesum werd geboren in Amsterdam als zoon van een joods koopman. Hij studeerde aan het Nederlands Israëlietisch Seminarium en volgde verder onderwijs in Würzburg en Emden. Hillesum werd in 1848 nog voor het ambt van opperrabbijn voor Noord-Brabant getipt, alvorens hij in 1849 rabbijn werd van de synagoge in Meppel. Vier jaar later werd hij daar de eerste opperrabbijn van het nieuw gevormde synagogale ressort Drenthe. Hillesum was bevoegd als besnijder, Rabbijn-Inspecteur over de Godsdienstige Israëlitische Scholen en werkzaam als examinator voor ritueel slachters. Daarnaast stond hij bekend als deskundige op het gebied van de Hebreeuwse taal- en letterkunde.
In 1862 werd de Groninger opperrabbijn Jacob Rosenberg ontslagen en werd het opperrabbijnschap overgenomen door Hillesum. Hij vervulde het ambt ad interim en werd, ondanks bezwaren, in 1882 definitief benoemd tot opperrabbijn van het ressort Groningen. Na het overlijden van zijn Overijsselse ambtsgenoot Jacob Fränkel werd hij in 1883 tevens benoemd tot opperrabbijn ad interim van het ressort Overijssel. Gedurende 1880 en 1886 was hij ook nog korte periodes waarnemend opperrabbijn van respectievelijk de ressorts Gelderland en Friesland.
Jeremias Samuel Hillesum overleed in 1888 op 67-jarige leeftijd in Meppel; hij werd begraven in het familiegraf op de Joodse begraafplaats Muiderberg te Amsterdam.
- Library of Congress Control Number: no2020095571
- Virtual International Authority File: 10159818674713811240